# Demora (transporte marítimo)
No confundir con Demora (náutica)
El cargo por demora, también conocido por el término  demoraje (del francés demurrage /dɪˈmɜːrɪdʒ/, y éste del francés antiguo demeurage, de demeurer - demorarse) - se originó en el flete de embarcaciones y se refiere al período en que el fletador permanece en posesión del buque después del período normalmente permitido para cargar y descargar carga (laytime). Por extensión, la demora se refiere a los cargos que el fletador paga al propietario del barco por sus operaciones demoradas de carga/descarga. Oficialmente, la demora es una forma de liquidar daños por incumplir el tiempo de descanso como se establece en el contrato vigente. El demoraje a veces causa una pérdida al vendedor ya que aumenta el costo del flete total.l.
Lo opuesto del demoraje es el cargo por envío (despatch). Si el fletador requiere el uso del barco para menos tiempo que el permitido, la parte fletadora puede requerir que el armador pague el cargo por el tiempo ahorrado.